# Reto Capadrutt
Reto Capadrutt (Coira, 4 marzo 1912 – Cortina d'Ampezzo, 3 febbraio 1939) è stato un bobbista svizzero.
Era il cugino di Hans Bütikofer, anch'egli bobbista di livello internazionale.

## Biografia
Ai IV Giochi olimpici invernali (edizione disputatasi nel 1936 a Garmisch-Partenkirchen, Germania) vinse la medaglia d'argento nel Bob a 4 con i connazionali Hans Aichele, Fritz Feierabend e il cugino Hans Bütikofer partecipando per la Svizzera I, superando la nazionale britannica (bronzo). Meglio di loro la Svizzera II (medaglia d'oro).
Il tempo totalizzato fu di 5:22,73, poco meno di un secondo rispetto ai britannici con 5:23,41 (mentre l'altra nazionale svizzera percorse il tragitto in 5:19,85.) Ai III Giochi olimpici invernali sempre per la Svizzera I ebbe l'altro argento della sua carriera olimpica, partecipando in coppia con Oscar Geier con un tempo di 8:16,28.
Vinse la medaglia di bronzo ai mondiali del 1935 nel bob a quattro e quella d'oro nel bob a due. Due anni dopo nell'edizione del 1937 vinse un'altra medaglia di bronzo nel bob a due .
Morì tragicamente nel 1939 a Cortina d'Ampezzo, a seguito di un incidente occorsogli durante la gara di bob a quattro dei campionati mondiali che si disputavano in quell'anno sulla pista olimpica di Cortina.